# Жалувана грамота Олексія Михайловича Війську Запорозькому
Жалувана грамота Олексія Михайловича Війську Запорозькому на збереження його прав і вольностей (27 березня 1654) — офіційний документ, виданий московським царем Олексієм Михайловичем як доповнення до договірних Березневих статей 1654 року з Богданом Хмельницьким.

## Текст грамоти:
| "И мы, великий государь наше царское величество, подданого нашего Богдана Хмельницкого, гетмана Войска Запорожского, и все наше царского величества Войско Запорожское пожаловали велели им быти под нашею царского величества высокою рукою по прежним их правам и привилиям, каковы им даны от королей польских и великих князей литовских, и тех их прав и вольностей нарушивати ничем не велели, и судить им велели от своих старших по своим прежним правам, а наши царского величества бояря и воеводы в те их войсковые суды вступатись не будут. А число Войска Запорожского указали есмя, по их же челобитью, учинить спискового 60 000, всегда полное. А буде судом божиим смерть случитца гетману, и мы, великий государь, поволили Войску Запорожскому обирати гетмана по прежним их обычаем самим меж себя. А кого гетмана оберут, и о том писати к нам, великому государю, да тому ж новообранному гетману на подданство и на верность веру нам, великому государю, учинити, при ком мы, великий государь, укажем, а при булаве гетманской староству Чигиринскому со всеми его приналежностями, которые преж сего при нем были, указали есмя быти попрежнему. Также и именеи казацких и земель, которые они имеют для пожитку, отнимати у них и вдов после казаков осталых у детей не велели, а быти им за ними попрежнему. А буде ис которых пограничннх государств учнут приходить в Войско Запорожское к гетману Богдану Хмельницькому послы о добрих делах, и ми, великий государь, тех послов гетману принимать и отпускать поволили. А ис которых государств, и о каких делах те послы присланы, и с чем отпущены будут, и гетману о том о всем писати к нам, великому государю, вскоре. А буде которые послы от кого присланы будут с какими противними к нам, великому государю, делом, и тех послов в Войске задерживать и писать об них к нам, великому государю, вскоре ж, а без нашего царского величества указу назад их не отпускать. А с турским салтаном и с польским королем без нашего царского величества указу ссылки не держать. И по нашему царского величества жалованью нашим царского величества подданым Богдану Хмельницкому, гетману Войска Запорожского, и всему нашего царского величества Войску Запорожскому быти под нашею царского величества високою рукою по своим прежним правам и привилиям и по всем статьям, которые писаны выше сего. И нам, великому государю, и сыну нашему, государю царевичю князю Алексею Алексеевичю, и наследником нашим служити, и прямити, и всякого добра хотети, а на наших государских неприятелей, где наше государское повеленье будет, ходити, и с ними битись, и во всем быти в нашей государской воле и послушанье навеки". |

## Зміст
Цар Олексій Михайлович:
- обіцяв Війську Запорозькому збереження прав і привілеїв, запроваджених князями Речі Посполитої;
- гарантував збереження військових судів без контролю над ними царських представників;
- підтвердив козацький реєстр 60 тис.;
- утвердив збереження звичаю обирання гетьмана за закріпленим звичаєм;
- обіцяв, що гетьманська резиденція і надалі повинна бути у Чигирині;
- звелів про іноземних послів із «підозрілими» намірами повідомляти царя;
- заборона зовнішніх зносин з Османською імперією та Річчю Посполитою.

## Оцінка і значення
Загалом Грамота Олексія Михайловича була другою частиною Договору 1654 року з гетьманом Богданом Хмельницьким і Військом Запорозьким, що складався з Березневих статей і грамоти. Фактично вона не обмежувала прав козацтва і козацької держави, утвореної внаслідок Національно-Визвольної війни під проводом Хмельницького, за винятком зовнішніх відносин з Річчю Посполитою та Османською імперією.
Однак сторони по-різному трактували даний договір. Для Росії це було приєднання «молодшого брата», для Хмельницького — військово-політичний союз з метою захисту від посягань поляків. Натомість через кілька десятків років, починаючи з Переяславського договору Юрія Хмельницького 1659 року і до Глухівських статей Дем'яна Многогрішного, Договір 1654 року призвів до обмеження, ліквідації самостійності, згодом — обмеження автономії, і нарешті — ліквідації автономії України.